# アウディーイウカの戦い (2022年)
アウディーイウカの戦い（アウディーイウカのたたかい）は、ロシア軍およびドンバス分離主義軍とウクライナ軍との間で起きたドネツィク州ポクロウシク地区アウディーイウカを巡る戦いである。ロシアのウラジーミル・プーチン大統領がドネツク人民共和国を承認した2月21日、ドンバスで再び戦闘が始まった。数日後にロシアがウクライナに侵攻した際に、アウディーイウカは最初に攻撃された場所の1つであった。アウディーイウカでは、2017年にも戦闘が起きており、その結果、町は破壊されたが、ウクライナ軍はまだ同町を保持していた。アウディーイウカは2014年以来、ドンバスの分離派勢力との間で戦闘が断続的に行われており、2014年の戦いでは一度失った領土をウクライナ軍が奪還し、領土防衛のシンボル的な都市となりドンバス地方最大のウクライナ軍の軍事要塞拠点となっていた。
2024年2月17日にロシア軍に包囲されたウクライナ軍が撤退した。これによりロシア軍の勝利となった。

## 戦闘経過

### 戦闘初期（2022年2月20日 - 24日）
2月20日、親露派部隊がアウディーイウカで再び戦闘を開始し、DPR部隊が市内に入ったが、撃退された。2月21日、ロシア軍がアウディーイウカの分離主義者を支援していたと報じられたが、ロシアは否定した。

### ロシアの参戦（2月24日 – 2023年9月）
ロシアがウクライナ侵攻を正式に開始した際にアウディーイウカは主要な標的の1つとなった。3月13日、ロシア軍がアウディーイウカのコークス工場を爆撃し、3月25日、アゾフ連隊の指揮官アルテム・ムラホフスキーがアウディーイウカで死亡したと報じられた。
4月18日、ロシアはアウディーイウカに激しい砲撃と攻撃を行い、ウクライナ東部への侵攻を再開した。アウディーイウカの住民の約2000人が地下室に避難することを余儀なくされた。

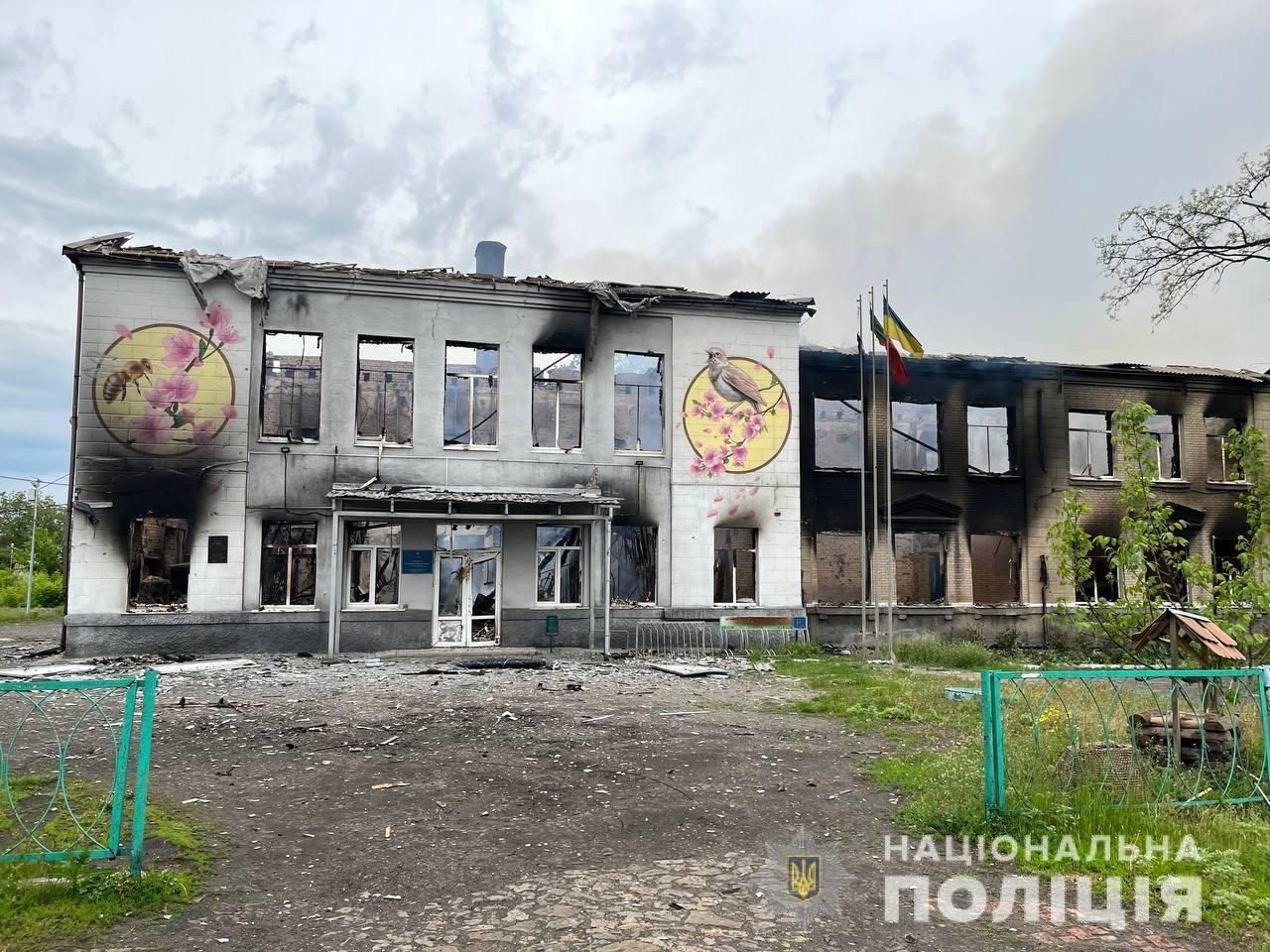
白リン弾による砲撃後のアウディーイウカの初等学校

4月29日、ロシア軍がアウディーイウカのウクライナ軍を燃料気化爆弾で砲撃する映像が公開された。ウクライナ軍参謀本部は、ロシア軍がアウディーイウカを通って前進し、市内の多くの地域を占領していると報告した。
7月下旬よりロシア軍がアウディーイウカを包囲する攻撃を開始し、8月には南にあるピスキーが制圧された。
12月9日、ウクライナ軍は、ロシア軍は攻撃の焦点をドネツク州に据えており、特にアウディーイウカとバフムートに狙いを定めているとの見方を示した。また、同軍の東部作戦管区の報道担当者は、バフムートの状況について「困難だが制御している」と述べた。ウクライナ軍によると、アウディーイウカとバフムート近くに位置する25の地域が砲撃、迫撃砲やロケット弾の標的になっている。
2023年3月1日の時点で、アウディーイウカのウクライナ軍は市街地にロシア軍を入れることなく防衛に成功している。

### 戦闘の本格化（2023年10月 - 2024年1月）
2023年10月10日より、ロシアは侵攻以来、最も激しい攻撃をアウディーイウカに加え始めたが、ウクライナ側は数十回にも及ぶ攻撃を跳ね返した。同月21日、ウクライナ側はアウディーイウカ方面におけるロシア兵の戦死者が過去1週間で5000-6000人に達したとする試算を示したほか、同月26日、アメリカの国家安全保障会議の広報官は「動員されたロシア部隊は、昨冬の攻勢で失敗した時と同様、訓練も装備も戦闘準備も足りていない」とした上で、前線から退却しようとする自軍兵士を処刑していると言及するなどロシア側の劣勢を主張した。断続的な攻撃は1月まで続いたが、ロシア側の成果はわずかであった。
1月中旬よりロシア軍は攻撃をこれまでの北と西から南と東に転換し、1月20日には南部の防衛ラインを破りツァルスカ･オホタから市内に侵入した。さらに数日後には南西部でも戦線突破を成功させた。

### ウクライナ軍撤退（2024年2月）
2月に入るとロシア軍は北部戦線も突破し、市内でも制圧地域を広げていった。2月15日、ウクライナ軍のオレクサンドル・タルナフスキー将軍は、市内内部で「激しい戦闘」が続いており、ウクライナ軍はアウディーイウカからの部分的撤退を進めていることを認めた。
ウクライナ側は第3独立強襲旅団を投入するなど反撃を強化したが、ロシア軍の勢いは止まらなかった。
2024年2月14日、コークス工場にに展開していた第三強襲旅団が壊滅。他の多くのウクライナ軍部隊も約2年間ローテーションなしで戦闘していた影響で崩壊していった。第110独立機械化旅団の一部が陥落間際に増援に入ったもののロシア軍を食い止めることはできずに損害を受け同月17日までに撤退。
2024年2月17日、ロシア軍がウクライナ軍が陣取るアウディーイウカの要塞を包囲し、ウクライナ軍は撤退を命じた。これにより、ロシア軍の勝利となり2014年のドンバス戦争開始以来ウクライナ軍が築きあげてきたドンバス最大の軍事要塞が陥落した
。アウディーイウカは2014年以降ドネツク市へのウクライナ軍の砲撃拠点となっており、その砲撃により多くの民間人の犠牲をもたらしていた。

## 死傷者
侵攻が始まって以来、市内の民間人の死傷者は50人を超えている。
4月8日、ロシアの砲撃により1人が死亡し、1人が負傷した。 4月13日、アウディーイウカで民間人1人が死亡し、12人が負傷した。5月2日、ロシアの砲撃により民間人3人が死亡した。 2022年5月3日、オランダメディアNo.nlのニュース記事によると、コークス工場への攻撃中に少なくとも10人が死亡し、15人以上が負傷した。伝えられるところによると、攻撃は労働者が仕事を終えてバスを待っていた際に行われた。5月23日、ロシアの砲撃と砲兵が一晩中アウディーイウカを砲撃した。民間人3人が負傷し、20軒の家屋と幼稚園が深刻な被害を受けた。5月30日、アウディーイウカの市街戦で民間人1人が死亡した。
また、アウディーイウカ撤退時に大量のウクライナ兵が負傷していたがウクライナ軍に負傷兵が回収されず置いて行かれ、結果的にロシア軍がアウディーイウカを占拠した際に捕虜となった。